# Tour de France 1927
| 21. Tour de France 1927 – Endstand |                     |                           |
| Streckenlänge                      | 24 Etappen, 5320 km | 24 Etappen, 5320 km       |
| Toursieger                         | Nicolas Frantz      | 198:16:42 h (26,831 km/h) |
| Zweiter                            | Maurice De Waele    | + 1:48:21 h               |
| Dritter                            | Julien Vervaecke    | + 2:25:06 h               |
| Vierter                            | André Leducq        | + 3:02:05 h               |
| Fünfter                            | Adelin Benoît       | + 4:45:01 h               |
| Sechster                           | Antonin Magne       | + 4:48:23 h               |
| Siebenter                          | Pé Verhaegen        | + 6:18:36 h               |
| Achter                             | Julien Moineau      | + 6:36:17 h               |
| Neunter                            | Hector Martin       | + 7:07:34 h               |
| Zehnter                            | Maurice Geldhof     | + 7:16:02 h               |

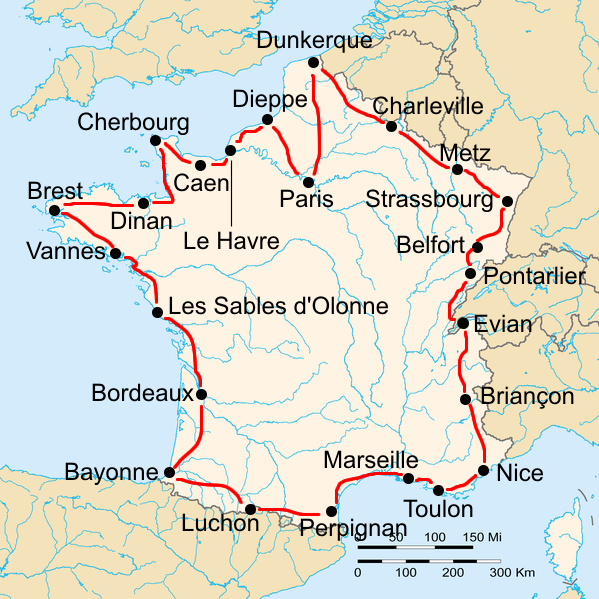
Streckenkarte der Tour de France 1927

Die 21. Tour de France fand vom 19. Juni bis 17. Juli 1927 statt und führte über 24 Etappen. Von den 142 gestarteten Fahrern wurden nur 39 klassifiziert.

## Strecke
Start und Ziel der 21. Tour waren in Paris, die Rundfahrt führte gegen den Uhrzeigersinn. Bereits auf der 1. Etappe schieden 35 Fahrer aus. Im Vergleich zu den Vorjahren wurde die Anzahl der Etappen erhöht, jedoch waren die einzelnen Etappen kürzer. Die Fahrer hatten insgesamt 5340 km zurückzulegen – weniger als im Vorjahr, wo es nur 17 Etappen gegeben hatte. Durch die kürzeren Etappen stieg die Durchschnittsgeschwindigkeit des Siegers deutlich auf 26,836 km/h an.

## Rennverlauf
Auf der ersten Etappe siegte Francis Pélissier und übernahm damit die Gesamtführung, die er für einige Etappen halten konnte. Auf der 11. Etappe nach Luchon fuhr der Luxemburger Nicolas Frantz einige Minuten heraus und übernahm das Gelbe Trikot des Spitzenreiters. Seinen Vorsprung auf den Zweitplatzierten baute er bis zum Ziel in Paris auf 1:48 Stunden aus. Zum zweiten Mal nach 1909, als François Faber gewann, konnte ein Luxemburger eine Tour de France für sich entscheiden. Überzeugen konnte auch der Franzose André Leducq, der drei Etappensiege errang.

## Die Etappen
| Etappen    | Start – Ziel                     | km  | Etappensieger           | Gelbes Trikot      |
| ---------- | -------------------------------- | --- | ----------------------- | ------------------ |
| 1. Etappe  | Paris – Dieppe                   | 180 | Francis Pélissier       | Francis Pélissier  |
| 2. Etappe  | Dieppe – Le Havre                | 103 | Maurice De Waele        | Francis Pélissier  |
| 3. Etappe  | Le Havre – Caen                  | 225 | Hector Martin           | Francis Pélissier  |
| 4. Etappe  | Caen – Cherbourg                 | 140 | Camille Van De Casteele | Francis Pélissier  |
| 5. Etappe  | Cherbourg – Dinan                | 199 | Ferdinand Le Drogo      | Francis Pélissier  |
| 6. Etappe  | Dinan – Brest                    | 206 | André Leducq            | Ferdinand Le Drogo |
| 7. Etappe  | Brest – Vannes                   | 207 | Gustaaf Van Slembrouck  | Hector Martin      |
| 8. Etappe  | Vannes – Les Sables-d’Olonne     | 204 | Raymond Decorte         | Hector Martin      |
| 9. Etappe  | Les Sables-d’Olonne – Bordeaux   | 285 | Adelin Benoît           | Hector Martin      |
| 10. Etappe | Bordeaux – Bayonne               | 189 | Pé Verhaegen            | Hector Martin      |
| 11. Etappe | Bayonne – Luchon                 | 326 | Nicolas Frantz          | Nicolas Frantz     |
| 12. Etappe | Luchon – Perpignan               | 323 | Gustaaf van Slembrouck  | Nicolas Frantz     |
| 13. Etappe | Perpignan – Marseille            | 360 | Maurice De Waele        | Nicolas Frantz     |
| 14. Etappe | Marseille – Toulon               | 120 | Antonin Magne           | Nicolas Frantz     |
| 15. Etappe | Toulon – Nizza                   | 280 | Nicolas Frantz          | Nicolas Frantz     |
| 16. Etappe | Nizza – Briançon                 | 275 | Julien Vervaecke        | Nicolas Frantz     |
| 17. Etappe | Briançon – Évian-les-Bains       | 283 | Pé Verhaegen            | Nicolas Frantz     |
| 18. Etappe | Évian-les-Bains – Pontarlier     | 213 | Adelin Benoit           | Nicolas Frantz     |
| 19. Etappe | Pontarlier – Belfort             | 119 | Maurice Geldhof         | Nicolas Frantz     |
| 20. Etappe | Belfort – Straßburg              | 145 | Raymond Decorte         | Nicolas Frantz     |
| 21. Etappe | Straßburg – Metz                 | 165 | Nicolas Frantz          | Nicolas Frantz     |
| 22. Etappe | Metz – Charleville-Mézières      | 159 | Hector Martin           | Nicolas Frantz     |
| 23. Etappe | Charleville-Mézières – Dunkerque | 270 | André Leducq            | Nicolas Frantz     |
| 24. Etappe | Dunkerque – Paris                | 344 | André Leducq            | Nicolas Frantz     |